# Riddarfjärden
Riddarfjärden (letteralmente "Golfo dei Cavalieri") è la baia più orientale del lago Mälaren, nel centro di Stoccolma, Svezia. Stoccolma fu fondata nel 1252 su un'isola nel luogo dove Il lago Mälar (da ovest) scorre nel Mar Baltico (ad est); Attualmente quest'isola è chiamata Stadsholmen e costituisce il centro storico di Stoccolma, Gamla Stan. Ha una profondità massima di 24 metri. A causa della sua moderata profondità, l'acqua è piuttosto calda durante l'estate, il che lo rende molto popolare per il nuoto. Qui sono frequenti anche le attività ricreative come le gare di vela.

## Galleria d'immagini

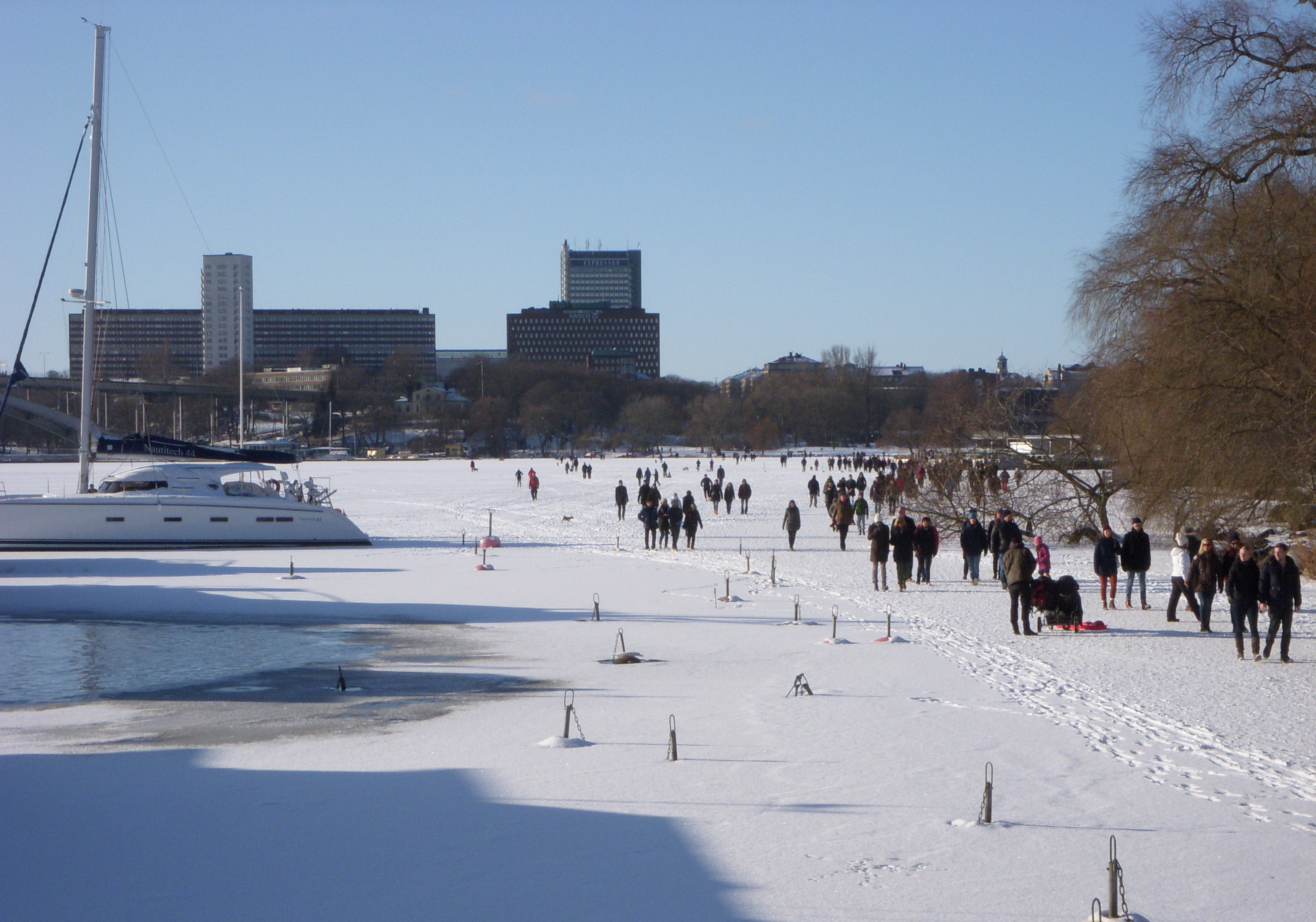
Inverno a Norr Mälarstrand
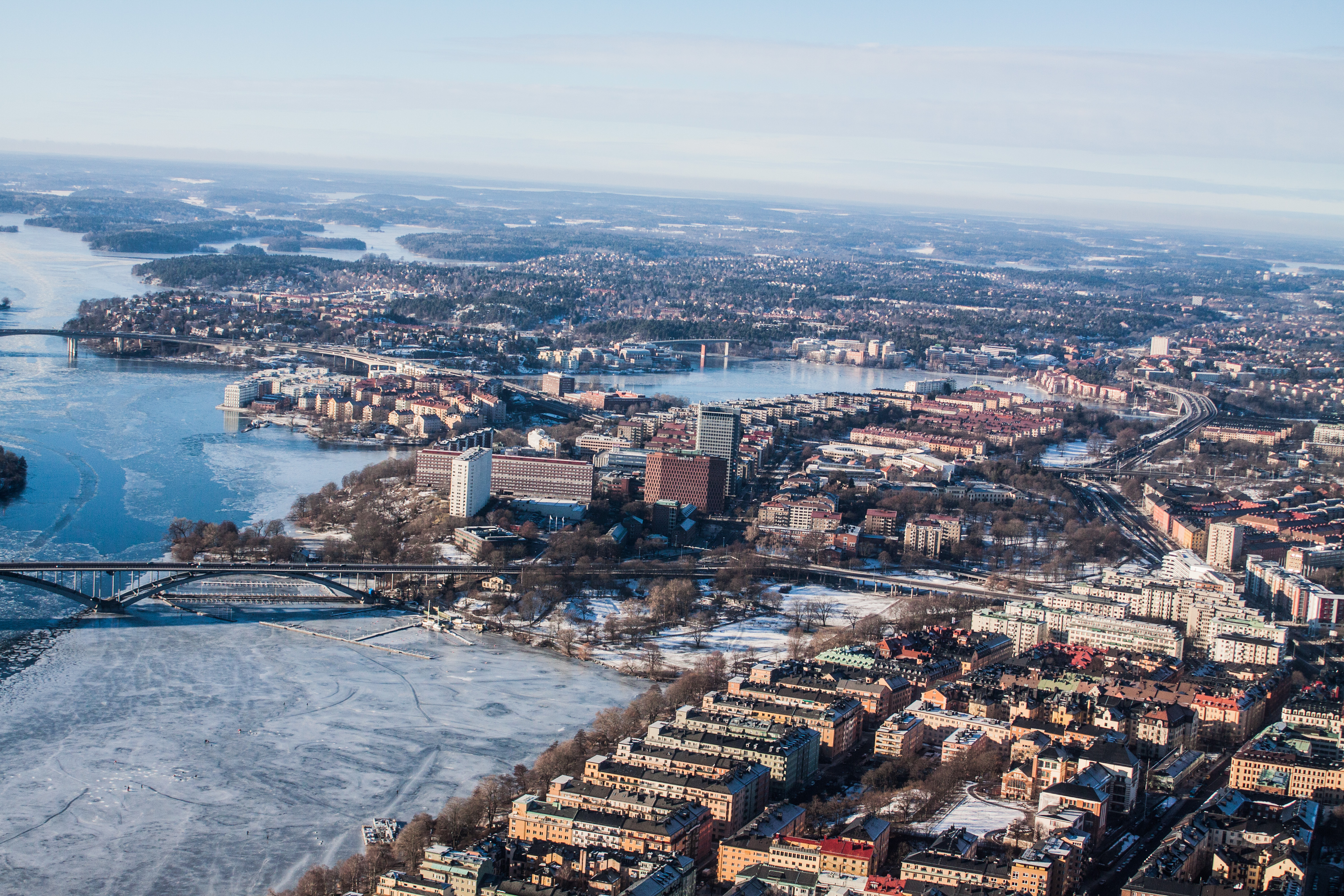
Immagini aeree sull'Arcipelago di Stoccolma
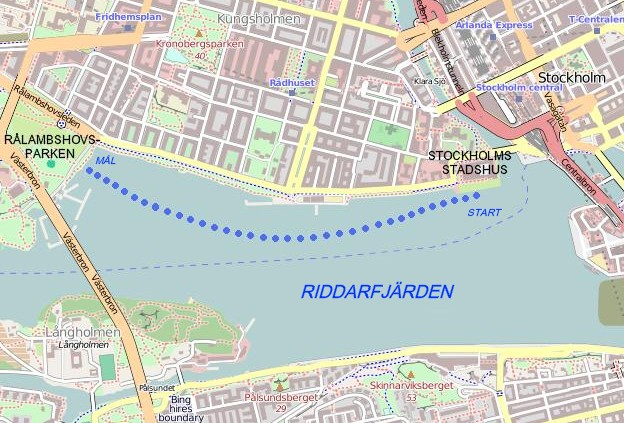
Divieto di stretching per il Riddarfjärdssimningen a Stoccolma